# クレア伯爵
クレア伯爵（クレアはくしゃく、英: Earl of Clare）は、イギリスで3度創設された伯爵位。それぞれイングランド貴族、グレートブリテン貴族、アイルランド貴族における創設であり、いずれも廃絶している。爵位名はイングランドのサフォーク州クレアに由来する。
第1期、第2期のクレア伯爵が叙されたクレア侯爵（Marquess of Clare）も併せて述べる。クレア侯爵は2度創設され、いずれも1代で廃絶している。

## クレア伯爵（1624年）

ホリス家の紋章

イングランド王国の軍人ジョン・ホリス(1564–1637) は1616年7月9日にイングランド貴族であるノッティンガム州ホートンにおけるホートン男爵に叙され、ついで1624年11月2日に同じくイングランド貴族であるサフォーク州におけるクレア伯爵に叙された。『完全貴族要覧』によれば、1618年に第3代リッチ男爵ロバート・リッチが伯爵に叙されるとき、爵位名にクレアを求めるも「クレアという名はクラレンスと同じであり、成り上がりの家系に与えるには格が高すぎる」として拒否されており、ホリスのクレア伯爵への叙爵は初代バッキンガム公爵ジョージ・ヴィリアーズの強い要望により成功した。
2代伯爵ジョン(1595–1666) はイングランド内戦においてはじめ議会派に属したが、議会派と国王チャールズ1世の和解を試みたのち、1643年に王党派に寝返った。3代伯爵ギルバート (1633–1689) は庶民院議員を務めたものの、政治にあまりかかわらず、チャールズ2世とジェームズ2世の治世にカトリック解放に反対した程度だった。
3代伯爵の息子である4代伯爵ジョン (1662–1711) は妻マーガレット(1661-1716) の父・第2代ニューカッスル公爵ヘンリー・キャヴェンディッシュ (1630–1691) の死去とともにキャヴェンディッシュ家の遺産を相続すると、公爵への叙爵を申請したが拒否された。1694年に親族の第3代ホリス男爵デンジル・ホリス (1675–1692) の遺産も相続すると、国内有数の富豪になり、1694年5月14日にイングランド貴族であるクレア侯爵およびニューカッスル＝アポン＝タイン公爵に叙された。政界でも1705年から1711年まで王璽尚書を務めたが、息子がおらず、その死とともに爵位がすべて廃絶した。遺産のうち、キャヴェンディッシュ家由来のものは娘ヘンリエッタ(1694–1755) が、ホリス家由来のものは妹グレースの息子トマス・ペラム (1693–1786) が相続した。ヘンリエッタは第2代オックスフォード＝モーティマー伯爵エドワード・ハーレー (1689–1741) と結婚し、その娘マーガレットが第2代ポートランド公爵ウィリアム・ベンティンクと結婚したことでキャヴェンディッシュ家の遺産はポートランド公爵家へと流れた。
- 初代クレア伯爵ジョン・ホリス（英語版）（1564年 – 1637年）
- 第2代クレア伯爵ジョン・ホリス（英語版）（1595年 – 1666年）
- 第3代クレア伯爵ギルバート・ホリス（1633年 – 1689年）
- 第4代クレア伯爵ジョン・ホリス（1662年 – 1711年）
  - 1694年、クレア侯爵およびニューカッスル＝アポン＝タイン公爵に叙爵

## クレア伯爵（1714年）

初代ニューカッスル＝アポン＝タイン公爵トマス・ペラム＝ホリスの紋章

前述のホリス家の遺産を相続したトマス・ペラム (1693–1786) は1714年10月19日にグレートブリテン貴族であるノッティンガム州におけるホートン子爵およびクレア伯爵に叙された。この爵位は男系男子が断絶した場合、弟ヘンリー・ペラム (1689–1754) が継承するという特別残余権（special remainder）が規定されている。ついで1715年8月11日、同じグレートブリテン貴族であるクレア侯爵およびニューカッスル＝アポン＝タイン公爵に叙され、やはり同じ特別残余権が規定されている。
ヘンリー・ペラムは1743年から1754年までイギリスの首相を務めたが、兄に先立って死去した。ニューカッスル公爵も1754年から1756年までと1757年から1762年までイギリスの首相を務めたが、男子をもうけなかった。そのため、1756年11月17日にグレートブリテン貴族であるニューカッスル＝アンダー＝ライン公爵に、1762年5月4日にグレートブリテン貴族であるサセックス州におけるスタンマーのペラム男爵に叙された。いずれも男系男子が断絶した場合の特別残余権が規定されており、前者は妹の息子にあたるヘンリー・ファインズ＝クリントン (1720–1749) が、後者は叔父の孫にあたるトマス・ペラム (1728–1805) が継承する。こうして、1768年のトマス・ペラムの死に伴い、スタンマーのペラム男爵とニューカッスル＝アンダー＝ライン公爵は特別残余権に基づき継承され、それ以外の爵位はすべて廃絶した。
- 初代クレア伯爵トマス・ペラム＝ホリス（1693年 – 1768年）
  - 1715年、クレア侯爵およびニューカッスル＝アポン＝タイン公爵に叙爵

## クレア伯爵（1795年）

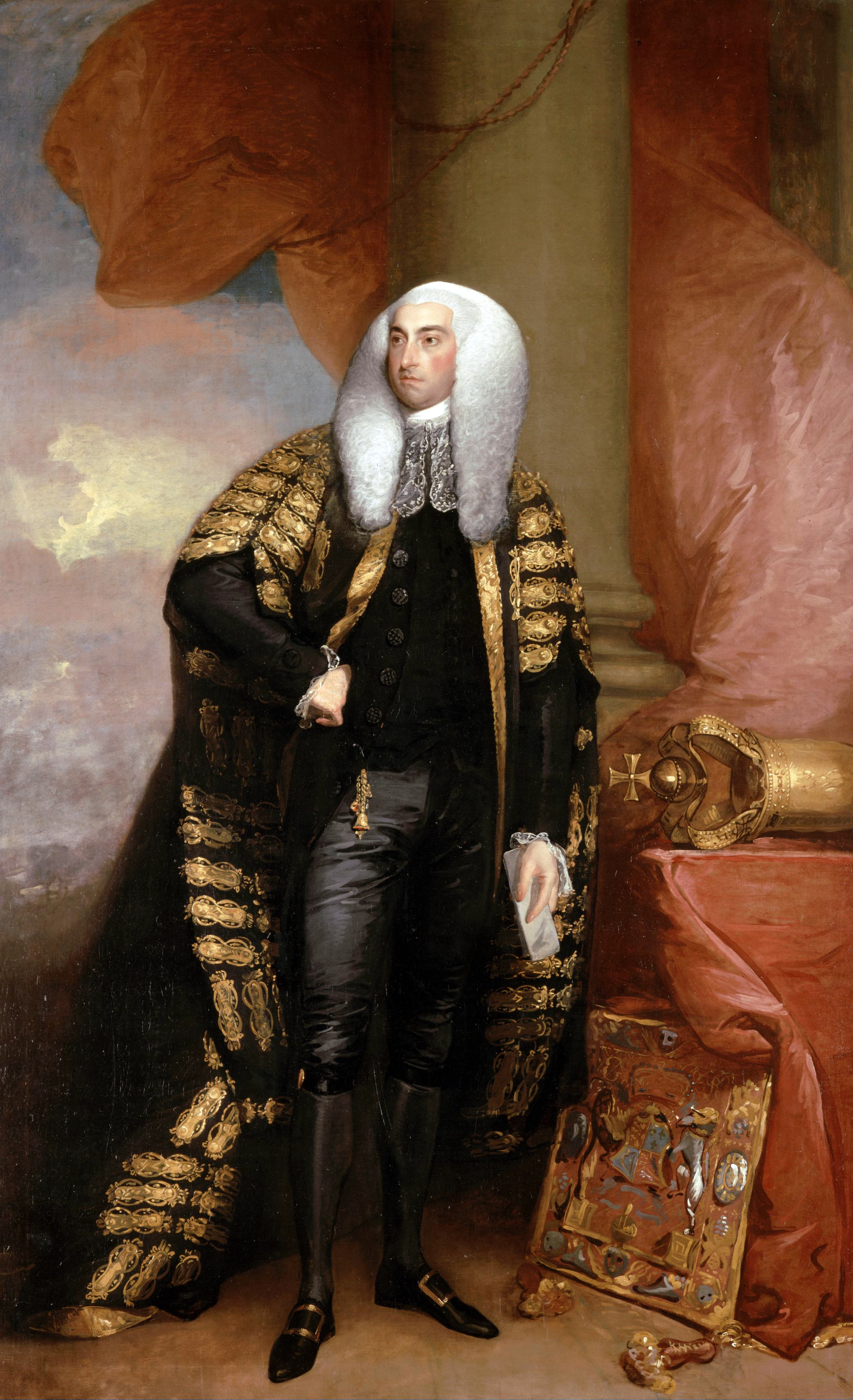
初代クレア伯爵ジョン・フィッツギボン。ギルバート・ステュアート画、1789年。

アイルランド大法官ジョン・フィッツギボン(1748–1802) は1789年7月6日にアイルランド貴族であるリムリック県ローワー・コンネロにおけるフィッツギボン男爵 (Baron FitzGibbon of Lower Connello, co. Limerick) に、1793年12月6日に同じくアイルランド貴族であるリムリック県リムリックにおけるフィッツギボン子爵 Viscount FitzGibbon of Limerick, co. Limerick) に、1795年6月12日に同じくアイルランド貴族であるクレア伯爵に叙された。さらにアイルランド王国とグレートブリテン王国の合同を支持した功績により、1799年9月24日にグレートブリテン貴族であるデヴォン州シッドベリーにおけるフィッツギボン男爵 Baron FitzGibbon of Sidbury, co. Devon) に叙された。
2代伯爵ジョン (1792–1851) はボンベイ総督を務めたが男子をもうけず、3代伯爵リチャード(1793–1864) は庶民院議員を務めたが、息子ジョン・チャールズ・ヘンリー (1829–1854) がクリミア戦争のバラクラヴァの戦いで戦死した。こうして、1864年に3代伯が死去すると、爵位はすべて廃絶した。
- 初代クレア伯爵ジョン・フィッツギボン（英語版）（1748年 – 1802年）
- 第2代クレア伯爵ジョン・フィッツギボン（1792年 – 1851年）
- 第3代クレア伯爵リチャード・ホバート・フィッツギボン（英語版）（1793年 – 1864年）